# Karimeh Abbud

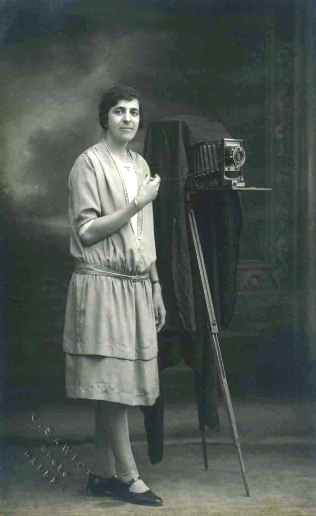
Karimeh Abbud

Karimeh Abbud (arabiska: كريمة عبّود), även känd som "Kvinnofotografen", född 1896 död 1940, var en fotograf och konstnär som levde och verkade i Libanon och Brittiska Palestinamandatet, under den första halvan av 1900-talet.

## Tidiga år
Det år hon föddes, 1896, tjänstgjorde hennes far, As'ad Abbud, som pastor i Shefa-'Amr. Kort därefter anslöt han sig till den lutherska kyrkan och hans familj flyttade med honom när han började som pastor i Beit Jala (1899–1905) och senare i Betlehem, där han blev utsedd till församlingspräst. Karimeh tillbringade under sin uppväxt tid i alla dessa städer, samtidigt som hon gick i Schmidt Girls School i Jerusalem.

## Början som fotograf

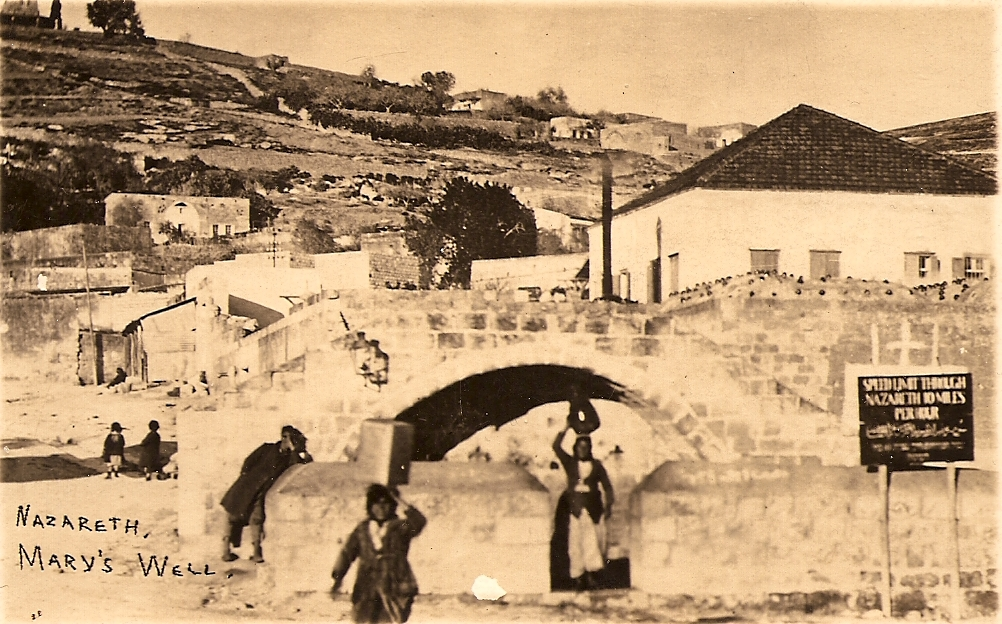
Vykort över Marias Brunn, av Karimeh Abbud

Det var i Betlehem 1913 som hon började intressera sig för fotografi, efter att ha fått en kamera av sin far i födelsedagspresent, då hon fyllde 17. Hennes tidiga fotografier föreställer hennes familj, vänner och landskapet i Betlehem. Hennes första signerade bild har daterats till oktober 1919.
Karimeh studerade arabisk litteratur vid American University of Beirut i Libanon. Under den här perioden reste hon till Baalbek för att fotografera arkeologiska platser. Hon satte upp en studio hemma, där hon tjänade pengar på att ta kort på kvinnor och barn, bröllop och andra ceremonier. Hon tog också många bilder av allmänna områden i Haifa, Nasaret, Betlehem, och Tiberias. 

## Professionellt arbete

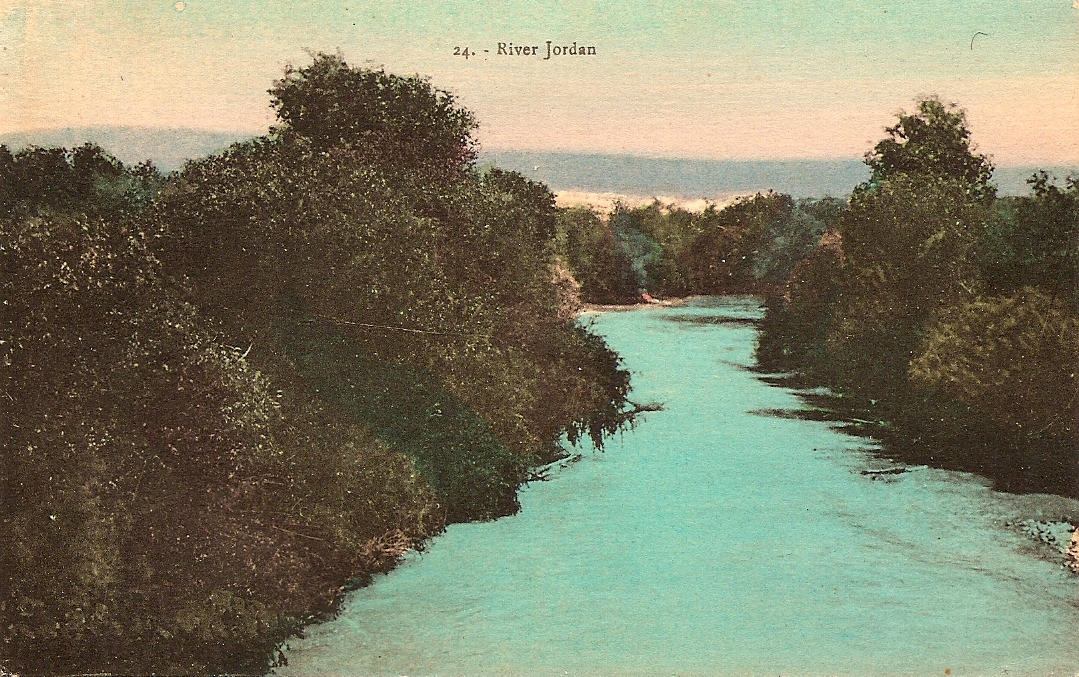
Färglagt vykort över Jordan, av Karimeh Abbud

På 1930-talet arbetade hon som professionell fotograf i Nasaret. När fotografen Fadil Saba flyttade till Haifa, så skapades en stor efterfrågan på Karimehs arbete, särskilt för bröllop och porträtt. Bilderna som hon tog under den här tiden stämplades, på arabiska och engelska med: "Karimeh Abbud - Lady Photographer - كريمة عبود: مصورة شمس". I mitten av 1930-talet började hon erbjuda handmålade kopior av fotografierna. 

## Omvälvningar

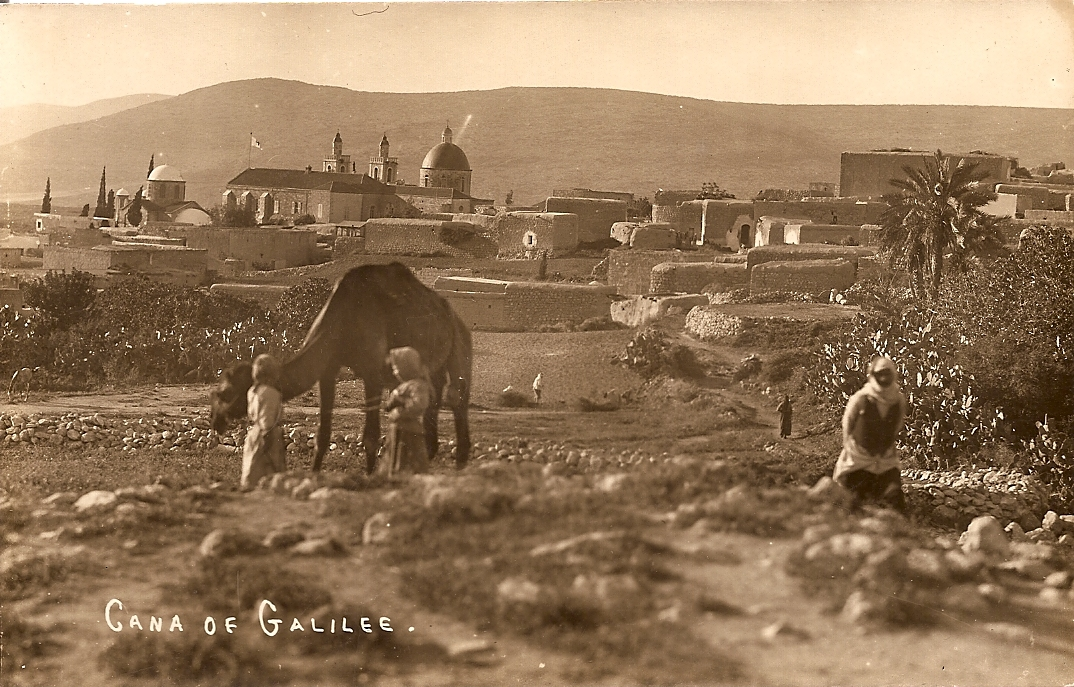
Vykort över Kafr Kanna, av Karimeh Abbud

Karimehs mor avled 1940, vilket fick Karimeh att lämna Nasaret, först till Jerusalem och sedan till Betlehem. Hon uttryckte i ett brev till sina kusiner, att hon ville förbereda ett album med sina samlade verk och flytta tillbaka till Nasaret. Det är känt att hennes far avled i juni 1949 i sin hemstad, Khiam i södra Libanon. Det är också känt att Karimeh till slut återvände till Nasaret, och där dog hon 1940.

## Samling
Originalkopior av hennes omfattande portfolio har samlats ihop av Ahmed Mrowat, direktör för Nazareth Achrives Project. 2006 hittade Boki Bazz, en israelisk antikvitetssamlare, över 400 originalkopior i Abbuds hem i Jerusalem, som hade övergetts av sina ägare 1948. Mrowat har utökat sin samling genom att köpa fotografier av Boazz, och många av dem är signerade av fotografen. 